# NGC 6159
NGC 6159 ist eine 14,8 mag helle elliptische Seyfertgalaxie (Typ 2) vom Hubble-Typ E/S0 im Sternbild Herkules am Nordsternhimmel. Sie ist schätzungsweise 429 Millionen Lichtjahre von der Milchstraße entfernt und hat einen Durchmesser von etwa 175.000 Lichtjahren.
Das Objekt wurde  am 20. Juli 1879 von Édouard Stephan entdeckt.